# Girst
Girst (en luxemburguès: Giischt; en alemany: Girst) és una vila de la comuna de Rosport  situada al districte de Grevenmacher del cantó d'Echternach. Està a uns 32 km de distància de la ciutat de Luxemburg.